# Быстрые движения (мини-альбом)
«Быстрые движения» — мини-альбом российской поп-группы «Винтаж», записанный совместно с Red Max. Был выпущен 14 апреля 2021 года.
На песни «С замиранием сердца» и «Быстрые движения», были сняты видеоклипы.

## Список композиций
Слова и музыка всех песен — Алексей Романоф, Red Max.
| №                   | Название              | Автор(ы)                 | Длительность |
| ------------------- | --------------------- | ------------------------ | ------------ |
| 1.                  | «С замиранием сердца» | Алексей Романоф, Red Max | 3:02         |
| 2.                  | «Глупая любовь»       |                          | 3:11         |
| 3.                  | «Быстрые движения»    |                          | 3:40         |
| 4.                  | «Песочные часы»       |                          | 3:00         |
| 5.                  | «Параллели»           |                          | 2:41         |
| Общая длительность: | Общая длительность:   | Общая длительность:      | 15:36        |

## Рецензии
Александр Ковалёв (Musecube), назвал мини-альбом «очень достойной работой», также оценив его как очень «личный».